# HD 218255
HD 218255，又名CD-5013885，SAO 231445、HR 8791，是一颗恒星，视星等为6.33，位于銀經337.56，銀緯-59.92，其B1900.0坐标为赤經23h 1m 23.7s，赤緯-50° -59.92′ 49″。